# Традиционная олимпиада по лингвистике
Московская традиционная олимпиада по лингвистике — ежегодная олимпиада для школьников, организуемая тремя университетами — МГУ, РГГУ и ВШЭ. Проходит в середине учебного года (в начале календарного года). На Олимпиаде школьники решают самодостаточные лингвистические задачи.

## Время и место
Олимпиада проводится одновременно в Москве и нескольких других городах. Их список постоянно пополняется. Участвовать в Олимпиаде также можно через интернет.
Даты Олимпиады обычно приходятся на период с января по март. Олимпиада состоит из двух этапов, заочного и очного. Первый этап проходит только онлайн. Участники, набравшие наиболее высокие баллы, проходят в очный этап, который проводится в 2 тура с перерывом в 21 день.
В Москве первый этап очного тура, как правило, проходит в МГУ, а второй — в РГГУ. Очные туры проходят по воскресеньям.

## Участники олимпиады
Олимпиада проводится для школьников 8—11 классов, однако школьники моложе также могут при желании принять в ней участие. (Такие школьники более десятка раз становились победителями и призерами.)
Ученикам выпускных классов для участия в олимпиаде необходимо пройти регистрацию на портале Единой системы регистрации. Далее необходимо отправить заявку на участие в отборочном интернет-этапе. К участию в очных турах допускаются победители и призеры отборочного этапа или прошлогодней Олимпиады.

## Награды и возможности для призеров
Существует четыре категории наград — похвальный отзыв и дипломы трех степеней. Призерам, помимо дипломов, вручают словари, учебники языков, книги по лингвистике, в т.ч. и на цифровых носителях.
Жюри также вручает приз решательских симпатий автору лучшей, по мнению школьников, задачи.
В 2012-2013 учебном году Олимпиада вошла в Перечень олимпиад школьников, составляемый Российским советом олимпиад школьников, как Московская олимпиада школьников по предмету "Лингвистика". Ей был присвоен II уровень по русскому и иностранным языкам. Льготы при поступлении в вуз предоставляются 11-классникам, ставшим победителями и призерами очного этапа.

## Задачи и Задачная комиссия
На Олимпиаде школьники решают самодостаточные лингвистические задачи. Примеры задач:
- Задачи самой олимпиады
- Еще задачи
- Задачи с турнира Ломоносова

Задачи для Олимпиады готовит Задачная комиссия, базирующаяся в Москве. В её состав входят лингвисты — преподаватели, аспиранты, студенты и выпускники лингвистических факультетов. В разные годы в Задачной комиссии работали такие ученые, как В.М. Алпатов, С.А. Бурлак, Б.Л. Иомдин, И.Б. Иткин, В.А. Плунгян. Состав Задачной комиссии время от времени меняется, однако некоторые из её членов уделяют работе с задачами не один десяток лет.
Работа комиссии состоит в том, чтобы в течение года собрать 30—35 задач для трех туров (отборочного, первого тура очного этапа и второго тура очного этапа), убедиться в том, что все приведенные в них данные корректны и соответствуют действительности, проверить, что каждая задача имеет единственное правильное решение, выводимое из условия, выработать критерии проверки задач, оценить их сложность, определить, какая задача достанется какому классу и подготовить для печати макет брошюр с задачами очных туров.
Члены комиссии составляют задачи сами и работают с задачами других авторов. Несколько раз авторами олимпиадных задач становились школьники.
В лингвистических задачах могут использоваться данные самых разных языков и знаковых систем, в том числе малоизвестных и экзотических. Если в составе комиссии нет специалиста по нужному языку, то специалистов ищут — в России или за рубежом — и связываются с ними для консультации. Каждую задачу предлагают решить нескольким добровольцам-тестерам. Задачи редактируют до тех пор, пока все побочные решения не будут исключены и из условия не будет однозначно выводиться правильное решение, соответствующее языку. К тестированию задач никогда не привлекаются школьники, которые хотя бы теоретически могут принять участие в Олимпиаде.
Задачная комиссия может не принять задачу на Московскую Традиционную олимпиаду, но порекомендовать её методической комиссии другого конкурса, например, Турнира Ломоносова, Международной олимпиады по лингвистике или национальной лингвистической олимпиады какой-либо другой страны.

## История олимпиады
Своим существованем Олимпиада обязана А. Н. Журинскому. Еще будучи студентом 3-го курса Отделения структурной и прикладной лингвистики филфака МГУ, А. Н. Журинский предложил провести олимпиаду по лингвистике для школьников старших классов. Сложившаяся к тому времени традиция проведения математических олимпиад МГУ стала для лингвистической Олимпиады чем-то вроде отправной точки; но у лингвистов, в отличие от математиков, еще не было опыта в составлении задач для школьников. Корпус задач для первой Традиционной Олимпиады по лингвистике и математике (назвав самую первую олимпиаду традиционной, её организаторы либо выразили свою уверенность в дальнейшем успехе, либо, как говорит С. А. Бурлак, просто захотели пошутить) А. Н. Журинский подготовил вместе с В. В. Раскиным и Б. Ю. Городецким.
История Олимпиады начинается с 1965 года, когда по приказу ректора МГУ И. Г. Петровского и при активном участии В. А. Успенского филологическим факультетом МГУ была проведена Первая Олимпиада. Время проведения несколько раз менялось — Олимпиаду проводили то поздней осенью, то весной. Но в 1993 году Оргкомитет XXIV Олимпиады окончательно решил перенести срок на конец ноября: во-первых, весной обычно проходят олимпиады по школьным предметам, а во-вторых, ученики выпускных классов заняты подготовкой к поступлению и зачастую просто не имеют времени прийти.
Шесть лет — с 1982 по 1988 гг. — Олимпиады не проводились в связи с ликвидацией в 1982 г. кафедры структурной и прикладной лингвистики. Весной 1988 года состоялась так называемая нулевая Олимпиада, на которой школьникам предлагались старые задачи. А начиная с 1989 года Олимпиада снова проводится регулярно, каждый год. В 1989—1991 гг. её организуют совместно МГУ, МГИАИ — Московский государственный историко-архивный институт — и Институт иностранных языков им. Мориса Тореза (ныне МГЛУ). В 1991 году на базе МГИАИ создается Российский государственный гуманитарный университет (РГГУ); возникает Факультет теоретической и прикладной лингвистики (ФТиПЛ). Московский государственный лингвистический университет отходит от участия в организации Олимпиады в 1991 году. С 2006 года Олимпиада поддерживается Московским центром непрерывного математического образования (МЦНМО). С 2009 года Олимпиада проводится в рамках Московской олимпиады школьников под эгидой Департамента образования города Москвы. С 2013 года Олимпиада организационно поддерживается Центром педагогического мастерства. С 2014 г. олимпиада проводится при поддержке факультета филологии НИУ ВШЭ.

## Олимпиада ЛЛШ
Подобная олимпиада по лингвистике проводится и на Летней лингвистической школе. Олимпиада называется "Нетрадиционной" и получает номер "с половиной" (так, например, в июле 2008 года на ЛЛШ была олимпиада номер 38,5). Олимпиада для участников ЛЛШ проходит в один тур, проверка осуществляется за несколько дней, а награждение устраивается в конце сессии школы. Призеры таких олимпиад не имеют льгот при поступлении в высшие учебные заведения.
Аналогичные олимпиады проводятся также на программе по лингвистике в образовательном центре "Сириус" и других лингвистических мероприятиях.